# Thorpe Cup
La Thorpe Cup (en français : Coupe Jim Thorpe) est une compétition d'épreuves combinées entre l'Allemagne et les États-Unis créée en 1993 par l'USATF et la DLV. Elle fut nommée en l'honneur du pentathlonien et décathlonien Jim Thorpe, double médaillé d'or aux Jeux de Stockholm.
Organisée pour la première fois en 1993 à Aix-la-Chapelle, elle est organisée une ou deux années dans un pays puis part dans l'autre. Les États-Unis ont remporté 13 la coupe contre 4 pour l'Allemagne. Le record de points de la compétition est de 8 569 points réalisés par Tom Pappas en 2009 à Marbourg.

## Histoire

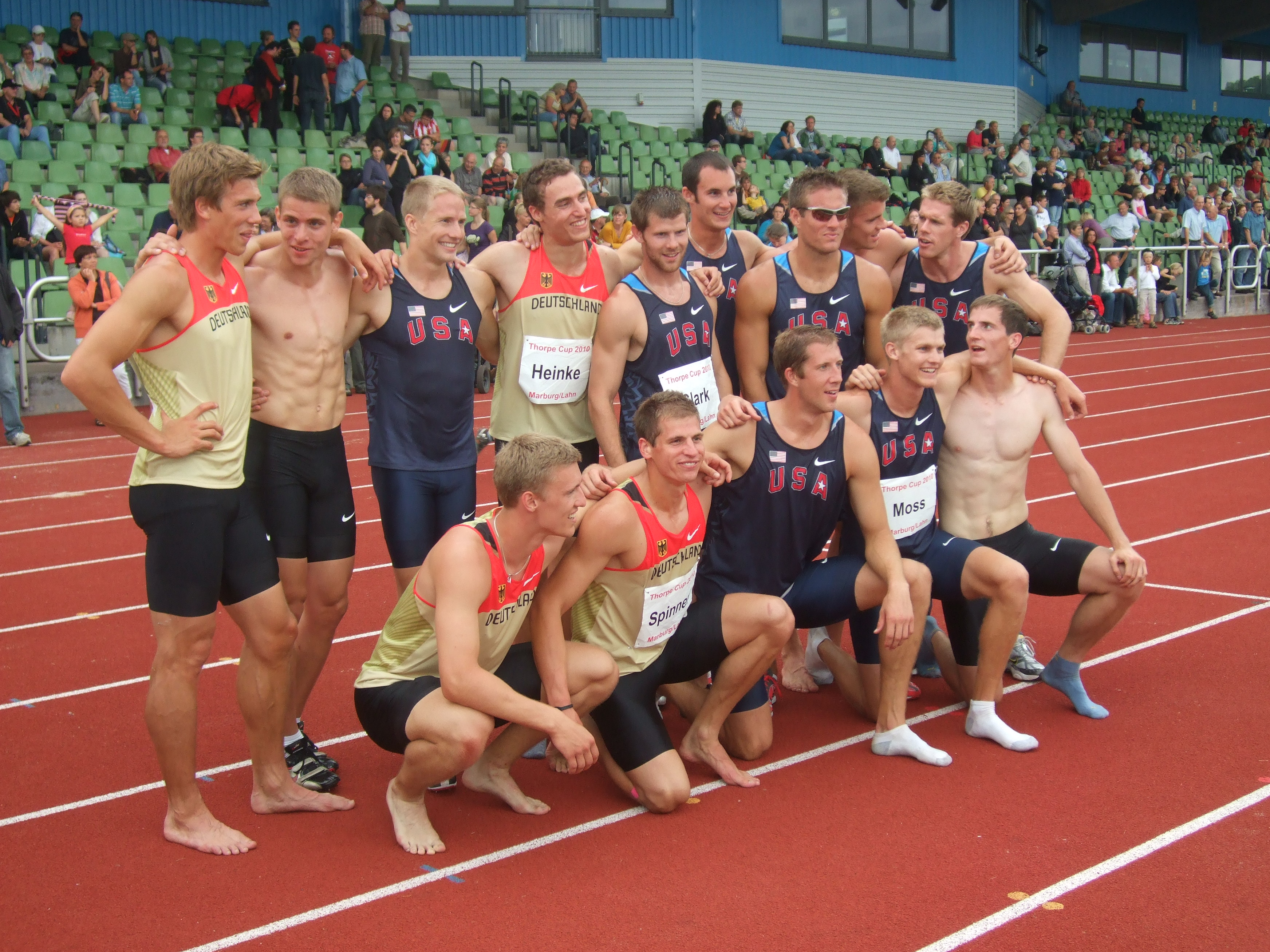
Les athlètes allemands et américains lors la Thorpe Cup 2010

## Éditions
| Édition | Date              | Lieu            | Stade                 | Vainqueur individuel H  | Vainqueur individuel F | Vainqueur par équipe H | Vainqueur par équipe F |
| ------- | ----------------- | --------------- | --------------------- | ----------------------- | ---------------------- | ---------------------- | ---------------------- |
| I       | 1993              | Aix-la-Chapelle |                       |                         |                        |                        |                        |
| …       |                   |                 |                       |                         |                        |                        |                        |
| XVI     | 2009              | Marbourg        | Georg-Gaßmann-Stadion | Tom Pappas 8 569 points |                        |                        |                        |
| XVII    | 2010              | Marbourg        | Georg-Gaßmann-Stadion | Joe Detmer 8 090 points |                        | Allemagne              |                        |
| XIX     | 13 - 14 août 2011 | Chula Vista     |                       |                         |                        |                        |                        |